# Генріх I (герцог Лімбурга)
Генріх I (нім. Heinrich I.; бл. 1059 — бл. 1119) — 1-й герцог Лімбурга в 1106—1119 роках, герцог Нижньої Лотарингії (як Генріх II за загальною нумерацією лотаринзьких герцогів) в 1101—1106 роках.

## Походження
На думку більшості дослідників є сином Валерана I, графа Лімбурга. Втім є гіпотеза, що Генріх був зятем останнього: при цьому сином Удо, графа Лімбурга, а Валеран I був графом Арлона. Пошлюбивши доньку Валерана I Генріх об'єднав графства Арлон і Лімбург. Втім це не зовсім співвідоситься з відомостями, що дружиною Генріха була представниця роду баварських пфальцграфів Арибонидів. Втім можливо це був другий шлюб. 
Також ймовірно у дослідників присутня плутанина, оскільки батьком Валерана I був інший Валеран, граф Арлона. Останнього називають Валераном I Арлонським, а Валерана I відповідно Валераном II Арлонським. Напевне саме він приєднав Лімбург, ставши першим його графом. А Генріх I був вже його сином.

## Життєпис
Народився близько 1059 року. Близько 1081 року після смерті Валерана I успадкував графства Лімбург і Арлон. Спочатку вступив в конфлікт з Егільбертом, архієпископом Тріра, стосовно церковного майна, переданого в свій час архієпископству графинею Адельгейдою Лотарінзькою, матір'ю Валерана I. Граф Генріх I відібрав його. В свою чергу Егільберт зажадав повернення майна, а після відмови Генріха I це зробити відлучив його від церкви, що призвело до збройних сутичок між ними. У підсумку боротьба між ними закінчилася поразкою Генріха I, який був змушений поступитися архієпископу, після чого відлучення було знято.
Також втрутився у справи абатства Сінт-Трейден, що викликало обурення абата Германа, призначеного Поппо, єпископом Меца, який звернувся зі скаргою до Готфрід IV, герцога Нижньої Лотарингії. Зрештою імператор Генріх IV вирішив цей конфлікт, передавши абатство під опіку Арнульфа, графа Лооза.
У 1095 році помер пфальцграф Рейнський Генріх II фон Лаах. Він не залишив синів і імператор Генріх IV передав титул пфальцграфа Генріху I, який був внучатим небожем фон Лааха. Втім на цей титул висунув права Зигфрід фон Балленштедт, мати якого, Адельгейда, була вдовою покійного пфальцграфа. Переможцем в результаті до 1099 року вийшов Зигфрід.
У 1096 році герцог нижньолотаринзький Готфрід IV заклав свої володіння імператору Генріху IV, щоб зібрати кошти для участі в Першому хрестовому поході. Герцогський титул залишався вакантним до 1101 року. В цей самий час йшла боротьба між імператором Генріхом IV і його сином Генріхом за владу в Священній Римській імперії. Генріх I, граф Лімбурга, встав на бік Генріха IV, за що імператор передав йому титул герцога Нижньої Лотарингії та маркграфа Антверпена як онукові Фрідріха I, герцога Нижньої Лотарингії.
Генріх I залишався вірним прихильником імператора до його смерті в 1106 році. Після цього Генріх V атакував володіння прихильників батька. Лімбург був захоплений, а Генріха I було запроторено до в'язниці в Гільдесгаймі, проте йому вдалося втекти, і він знову вступив у боротьбу за Нижню Лотарингію, захопивши Аахен, але зрештою зазнав невдачі. У підсумку йому довелося укласти мир з Генріхом V і Готфрідом I, графом Левена, якому імператор надав титул герцога Нижньої Лотарингії, за яким Генріх I зберіг титул герцога, але не Нижню Лотарингію. Тепер він титулювався як герцог Лімбурзький.
Невдовзі Генріх I поновив боротьбу проти Готфріда Лувенського, але марно. Пізніше брав участь в заколотах проти імператора Генріха V, де підтримав Лотаря, герцога Саксонії. Відзначився у битвах 1114 року при Анденасі і 1115 року біля Вельфесхольца, що призвели до поразки імператора.
Помер близько 1119 року, його володіння успадкував син Валеран II. Нащадки Генріха I продовжили боротьбу за титул герцога Нижньої Лотарингії з представниками Лувенського дому до 1191 року.

## Родина
Дружина — Адельгейда, донька графа Боттон фон Поттенштайна
Діти:
- Агнес (д/н —після 1129) — дружина Фрідріх IV фон Пютелендорфа, пфальцграфа Саксонії
- Адельгейда (д/н — до 1146) — дружина: 1) графа Фрідріха фон Верль-Дюссельдорфа; 2) графа Куно II фон Горбург-Лехсгемюнд; 3) графа Конрада II фон Дахау
- Валеран (бл. 1085—1139) — герцог Лімбурга, герцог Нижньої Лотарингії в 1125—1138 роках
- Матильда (д/н— після 1148) — дружина Генріха I Намюрського, графа да Ла Рош